# Lista över fornlämningar i Kils kommun
Lista över fornlämningar i Kils kommun är en förteckning av ett urval av de fornlämningar som finns i Kils kommun.

## Boda
| Namn                   | Lämningstyp    | Tillkomsttid | Historisk indelning | Plats | Läge                 | ID-nr          | Bild                                      |
| ---------------------- | -------------- | ------------ | ------------------- | ----- | -------------------- | -------------- | ----------------------------------------- |
| Boda 1:1               | Röse           |              | Boda, Värmland      |       | 59.587639, 13.025312 | 10211900010001 | Ladda upp en bild av detta fornminne      |
| Svingbacken (Boda 6:1) | Fästning/skans |              | Boda, Värmland      |       | 59.594689, 13.000504 | 10211900060001 | Ladda upp en till bild av detta fornminne |

## Frykerud
| Namn                          | Lämningstyp      | Tillkomsttid | Historisk indelning | Plats | Läge                 | ID-nr          | Bild                                 |
| ----------------------------- | ---------------- | ------------ | ------------------- | ----- | -------------------- | -------------- | ------------------------------------ |
| Frykerud 3:1                  | Stensättning     |              | Frykerud, Värmland  |       | 59.528590, 13.058073 | 10213500030001 | Ladda upp en bild av detta fornminne |
| Frykerud 6:1                  | Hög              |              | Frykerud, Värmland  |       | 59.510742, 13.243776 | 10213500060001 | Ladda upp en bild av detta fornminne |
| Frykerud 7:1                  | Stensättning     |              | Frykerud, Värmland  |       | 59.520722, 13.127965 | 10213500070001 | Ladda upp en bild av detta fornminne |
| Frykerud 7:2                  | Stensättning     |              | Frykerud, Värmland  |       | 59.520817, 13.127901 | 10213500070002 | Ladda upp en bild av detta fornminne |
| Frykerud 7:3                  | Stensättning     |              | Frykerud, Värmland  |       | 59.520772, 13.128202 | 10213500070003 | Ladda upp en bild av detta fornminne |
| Frykerud 7:4                  | Stensättning     |              | Frykerud, Värmland  |       | 59.520888, 13.128107 | 10213500070004 | Ladda upp en bild av detta fornminne |
| Frykerud 13:1                 | Röse             |              | Frykerud, Värmland  |       | 59.628458, 13.168461 | 10213500130001 | Ladda upp en bild av detta fornminne |
| Frykerud 13:2                 | Röse             |              | Frykerud, Värmland  |       | 59.628046, 13.168290 | 10213500130002 | Ladda upp en bild av detta fornminne |
| Frykerud 13:3                 | Stensättning     |              | Frykerud, Värmland  |       | 59.628113, 13.167986 | 10213500130003 | Ladda upp en bild av detta fornminne |
| Frykerud 13:4                 | Stensättning     |              | Frykerud, Värmland  |       | 59.628549, 13.168594 | 10213500130004 | Ladda upp en bild av detta fornminne |
| Frykerud 14:1                 | Röse             |              | Frykerud, Värmland  |       | 59.627150, 13.168300 | 10213500140001 | Ladda upp en bild av detta fornminne |
| Frykerud 15:1                 | Stensättning     |              | Frykerud, Värmland  |       | 59.629040, 13.167817 | 10213500150001 | Ladda upp en bild av detta fornminne |
| Frykerud 15:2                 | Röse             |              | Frykerud, Värmland  |       | 59.628583, 13.167574 | 10213500150002 | Ladda upp en bild av detta fornminne |
| Frykerud 16:1                 | Stensättning     |              | Frykerud, Värmland  |       | 59.527254, 13.245475 | 10213500160001 | Ladda upp en bild av detta fornminne |
| Frykerud 16:2                 | Stensättning     |              | Frykerud, Värmland  |       | 59.527073, 13.245365 | 10213500160002 | Ladda upp en bild av detta fornminne |
| Karsbolskulle (Frykerud 18:1) | Stensättning     |              | Frykerud, Värmland  |       | 59.528473, 13.238912 | 10213500180001 | Ladda upp en bild av detta fornminne |
| Karsbolskulle (Frykerud 18:2) | Stensättning     |              | Frykerud, Värmland  |       | 59.528495, 13.239140 | 10213500180002 | Ladda upp en bild av detta fornminne |
| Karsbolskulle (Frykerud 18:3) | Stensättning     |              | Frykerud, Värmland  |       | 59.528583, 13.239063 | 10213500180003 | Ladda upp en bild av detta fornminne |
| Frykerud 21:1                 | Stensättning     |              | Frykerud, Värmland  |       | 59.510408, 13.204169 | 10213500210001 | Ladda upp en bild av detta fornminne |
| Frykerud 23:1                 | Gravfält         |              | Frykerud, Värmland  |       | 59.539777, 13.229242 | 10213500230001 | Ladda upp en bild av detta fornminne |
| Glänneklätten (Frykerud 25:1) | Fornborg         |              | Frykerud, Värmland  |       | 59.574018, 13.145683 | 10213500250001 | Ladda upp en bild av detta fornminne |
| Frykerud 27:1                 | Begravningsplats |              | Frykerud, Värmland  |       | 59.519628, 13.238117 | 10213500270001 | Ladda upp en bild av detta fornminne |
| Frykerud 27:2                 | Kyrka/kapell     |              | Frykerud, Värmland  |       | 59.519738, 13.238218 | 10213500270002 | Ladda upp en bild av detta fornminne |
| Frykerud 28:1                 | Stensättning     |              | Frykerud, Värmland  |       | 59.533065, 13.209512 | 10213500280001 | Ladda upp en bild av detta fornminne |
| Frykerud 31:1                 | Stensättning     |              | Frykerud, Värmland  |       | 59.549140, 13.171320 | 10213500310001 | Ladda upp en bild av detta fornminne |
| Frykerud 50:1                 | Stensättning     |              | Frykerud, Värmland  |       | 59.542147, 13.227348 | 10213500500001 | Ladda upp en bild av detta fornminne |
| Frykerud 61:1                 | Stensättning     |              | Frykerud, Värmland  |       | 59.520249, 13.128345 | 10213500610001 | Ladda upp en bild av detta fornminne |
| Frykerud 158:1                | Hällristning     |              | Frykerud, Värmland  |       | 59.633875, 13.162603 | 10213501580001 | Ladda upp en bild av detta fornminne |
| Frykerud 158:2                | Hällristning     |              | Frykerud, Värmland  |       | 59.633697, 13.162926 | 10213501580002 | Ladda upp en bild av detta fornminne |
| Frykerud 163:1                | Hällristning     |              | Frykerud, Värmland  |       | 59.634572, 13.161045 | 10213501630001 | Ladda upp en bild av detta fornminne |
| Frykerud 166:1                | Hällristning     |              | Frykerud, Värmland  |       | 59.632287, 13.159234 | 10213501660001 | Ladda upp en bild av detta fornminne |

## Stora Kil
| Namn            | Lämningstyp             | Tillkomsttid | Historisk indelning | Plats | Läge                 | ID-nr          | Bild                                      |
| --------------- | ----------------------- | ------------ | ------------------- | ----- | -------------------- | -------------- | ----------------------------------------- |
| Stora Kil 1:1   | Gravfält                |              | Stora Kil, Värmland |       | 59.520908, 13.309025 | 10218300010001 | Ladda upp en till bild av detta fornminne |
| Stora Kil 2:1   | Hög                     |              | Stora Kil, Värmland |       | 59.523228, 13.313196 | 10218300020001 | Ladda upp en bild av detta fornminne      |
| Stora Kil 2:2   | Stensättning            |              | Stora Kil, Värmland |       | 59.523106, 13.313346 | 10218300020002 | Ladda upp en bild av detta fornminne      |
| Stora Kil 4:1   | Hög                     |              | Stora Kil, Värmland |       | 59.521964, 13.292627 | 10218300040001 | Ladda upp en bild av detta fornminne      |
| Stora Kil 4:2   | Hög                     |              | Stora Kil, Värmland |       | 59.521912, 13.292278 | 10218300040002 | Ladda upp en bild av detta fornminne      |
| Stora Kil 4:3   | Hög                     |              | Stora Kil, Värmland |       | 59.522032, 13.292004 | 10218300040003 | Ladda upp en bild av detta fornminne      |
| Stora Kil 4:4   | Stensättning            |              | Stora Kil, Värmland |       | 59.522235, 13.292713 | 10218300040004 | Ladda upp en bild av detta fornminne      |
| Stora Kil 9:1   | Röse                    |              | Stora Kil, Värmland |       | 59.572527, 13.335269 | 10218300090001 | Ladda upp en bild av detta fornminne      |
| Stora Kil 9:2   | Stensättning            |              | Stora Kil, Värmland |       | 59.572392, 13.335261 | 10218300090002 | Ladda upp en bild av detta fornminne      |
| Stora Kil 9:3   | Stensättning            |              | Stora Kil, Värmland |       | 59.572424, 13.335046 | 10218300090003 | Ladda upp en bild av detta fornminne      |
| Stora Kil 10:1  | Röse                    |              | Stora Kil, Värmland |       | 59.562577, 13.339538 | 10218300100001 | Ladda upp en bild av detta fornminne      |
| Stora Kil 12:1  | Gravfält                |              | Stora Kil, Värmland |       | 59.509804, 13.312157 | 10218300120001 | Ladda upp en bild av detta fornminne      |
| Stora Kil 14:1  | Gravfält                |              | Stora Kil, Värmland |       | 59.511205, 13.310926 | 10218300140001 | Ladda upp en bild av detta fornminne      |
| Stora Kil 15:1  | Röse                    |              | Stora Kil, Värmland |       | 59.547868, 13.280223 | 10218300150001 | Ladda upp en bild av detta fornminne      |
| Stora Kil 16:1  | Stensättning            |              | Stora Kil, Värmland |       | 59.544516, 13.266207 | 10218300160001 | Ladda upp en bild av detta fornminne      |
| Stora Kil 16:2  | Stensättning            |              | Stora Kil, Värmland |       | 59.544132, 13.266519 | 10218300160002 | Ladda upp en bild av detta fornminne      |
| Stora Kil 20:1  | Gravfält                |              | Stora Kil, Värmland |       | 59.561690, 13.279255 | 10218300200001 | Ladda upp en bild av detta fornminne      |
| Stora Kil 21:1  | Stensättning            |              | Stora Kil, Värmland |       | 59.562361, 13.279916 | 10218300210001 | Ladda upp en bild av detta fornminne      |
| Stora Kil 22:1  | Stensättning            |              | Stora Kil, Värmland |       | 59.564006, 13.274548 | 10218300220001 | Ladda upp en bild av detta fornminne      |
| Stora Kil 24:1  | Röse                    |              | Stora Kil, Värmland |       | 59.642212, 13.264962 | 10218300240001 | Ladda upp en bild av detta fornminne      |
| Stora Kil 26:1  | Stensättning            |              | Stora Kil, Värmland |       | 59.643203, 13.301270 | 10218300260001 | Ladda upp en bild av detta fornminne      |
| Stora Kil 26:2  | Stensättning            |              | Stora Kil, Värmland |       | 59.642976, 13.301435 | 10218300260002 | Ladda upp en bild av detta fornminne      |
| Stora Kil 27:1  | Stensättning            |              | Stora Kil, Värmland |       | 59.641628, 13.258029 | 10218300270001 | Ladda upp en bild av detta fornminne      |
| Stora Kil 28:1  | Stensättning            |              | Stora Kil, Värmland |       | 59.642519, 13.301454 | 10218300280001 | Ladda upp en bild av detta fornminne      |
| Stora Kil 29:1  | Stensättning            |              | Stora Kil, Värmland |       | 59.642004, 13.301497 | 10218300290001 | Ladda upp en bild av detta fornminne      |
| Stora Kil 29:2  | Stensättning            |              | Stora Kil, Värmland |       | 59.641714, 13.301719 | 10218300290002 | Ladda upp en bild av detta fornminne      |
| Stora Kil 29:3  | Stensättning            |              | Stora Kil, Värmland |       | 59.641574, 13.301883 | 10218300290003 | Ladda upp en bild av detta fornminne      |
| Stora Kil 29:4  | Stensättning            |              | Stora Kil, Värmland |       | 59.641444, 13.302202 | 10218300290004 | Ladda upp en bild av detta fornminne      |
| Stora Kil 30:1  | Röse                    |              | Stora Kil, Värmland |       | 59.641700, 13.302742 | 10218300300001 | Ladda upp en bild av detta fornminne      |
| Stora Kil 30:2  | Röse                    |              | Stora Kil, Värmland |       | 59.641745, 13.302437 | 10218300300002 | Ladda upp en bild av detta fornminne      |
| Stora Kil 33:1  | Röse                    |              | Stora Kil, Värmland |       | 59.649637, 13.297823 | 10218300330001 | Ladda upp en bild av detta fornminne      |
| Stora Kil 33:2  | Stensättning            |              | Stora Kil, Värmland |       | 59.649544, 13.297415 | 10218300330002 | Ladda upp en bild av detta fornminne      |
| Stora Kil 33:3  | Stensättning            |              | Stora Kil, Värmland |       | 59.649398, 13.297459 | 10218300330003 | Ladda upp en bild av detta fornminne      |
| Stora Kil 38:1  | Röse                    |              | Stora Kil, Värmland |       | 59.555751, 13.339984 | 10218300380001 | Ladda upp en bild av detta fornminne      |
| Stora Kil 43:1  | Minnesmärke             |              | Stora Kil, Värmland |       | 59.551052, 13.218052 | 10218300430001 | Ladda upp en bild av detta fornminne      |
| Stora Kil 46:1  | Hög                     |              | Stora Kil, Värmland |       | 59.520122, 13.345009 | 10218300460001 | Ladda upp en bild av detta fornminne      |
| Stora Kil 47:1  | Gravfält                |              | Stora Kil, Värmland |       | 59.525119, 13.357757 | 10218300470001 | Ladda upp en bild av detta fornminne      |
| Stora Kil 48:1  | Gravfält                |              | Stora Kil, Värmland |       | 59.524696, 13.358778 | 10218300480001 | Ladda upp en bild av detta fornminne      |
| Stora Kil 50:1  | Begravningsplats        |              | Stora Kil, Värmland |       | 59.522752, 13.366166 | 10218300500001 | Ladda upp en bild av detta fornminne      |
| Stora Kil 50:2  | Kyrka/kapell            |              | Stora Kil, Värmland |       | 59.522806, 13.366050 | 10218300500002 | Ladda upp en till bild av detta fornminne |
| Stora Kil 52:1  | Runristning             |              | Stora Kil, Värmland |       | 59.310540, 13.220152 | 10218300520001 | Ladda upp en till bild av detta fornminne |
| Stora Kil 55:1  | Gravfält                |              | Stora Kil, Värmland |       | 59.506838, 13.391629 | 10218300550001 | Ladda upp en bild av detta fornminne      |
| Stora Kil 61:1  | Röse                    |              | Stora Kil, Värmland |       | 59.536554, 13.426740 | 10218300610001 | Ladda upp en bild av detta fornminne      |
| Stora Kil 63:1  | Stensättning            |              | Stora Kil, Värmland |       | 59.497525, 13.259986 | 10218300630001 | Ladda upp en bild av detta fornminne      |
| Stora Kil 64:1  | Gravfält                |              | Stora Kil, Värmland |       | 59.497601, 13.261851 | 10218300640001 | Ladda upp en bild av detta fornminne      |
| Stora Kil 71:1  | Gravfält                |              | Stora Kil, Värmland |       | 59.509291, 13.389302 | 10218300710001 | Ladda upp en bild av detta fornminne      |
| Stora Kil 72:1  | Stensättning            |              | Stora Kil, Värmland |       | 59.509409, 13.323651 | 10218300720001 | Ladda upp en bild av detta fornminne      |
| Stora Kil 73:1  | Stensättning            |              | Stora Kil, Värmland |       | 59.507661, 13.390950 | 10218300730001 | Ladda upp en bild av detta fornminne      |
| Stora Kil 74:1  | Stensättning            |              | Stora Kil, Värmland |       | 59.504092, 13.388273 | 10218300740001 | Ladda upp en bild av detta fornminne      |
| Stora Kil 75:1  | Stensättning            |              | Stora Kil, Värmland |       | 59.508908, 13.388458 | 10218300750001 | Ladda upp en bild av detta fornminne      |
| Stora Kil 75:2  | Hög                     |              | Stora Kil, Värmland |       | 59.508765, 13.388468 | 10218300750002 | Ladda upp en bild av detta fornminne      |
| Stora Kil 78:1  | Röse                    |              | Stora Kil, Värmland |       | 59.559784, 13.338096 | 10218300780001 | Ladda upp en bild av detta fornminne      |
| Stora Kil 83:1  | Husgrund, historisk tid |              | Stora Kil, Värmland |       | 59.560358, 13.338550 | 10218300830001 | Ladda upp en bild av detta fornminne      |
| Stora Kil 84:1  | Minnesmärke             |              | Stora Kil, Värmland |       | 59.310000, 13.215787 | 10218300840001 | Ladda upp en till bild av detta fornminne |
| Stora Kil 85:1  | Stensättning            |              | Stora Kil, Värmland |       | 59.516925, 13.262889 | 10218300850001 | Ladda upp en bild av detta fornminne      |
| Stora Kil 85:2  | Stensättning            |              | Stora Kil, Värmland |       | 59.516834, 13.262825 | 10218300850002 | Ladda upp en bild av detta fornminne      |
| Stora Kil 85:3  | Stensättning            |              | Stora Kil, Värmland |       | 59.516795, 13.262651 | 10218300850003 | Ladda upp en bild av detta fornminne      |
| Stora Kil 85:4  | Stensättning            |              | Stora Kil, Värmland |       | 59.516986, 13.262796 | 10218300850004 | Ladda upp en bild av detta fornminne      |
| Stora Kil 90:1  | Hög                     |              | Stora Kil, Värmland |       | 59.533137, 13.261578 | 10218300900001 | Ladda upp en bild av detta fornminne      |
| Stora Kil 91:1  | Röse                    |              | Stora Kil, Värmland |       | 59.531058, 13.262760 | 10218300910001 | Ladda upp en bild av detta fornminne      |
| Stora Kil 92:1  | Stensättning            |              | Stora Kil, Värmland |       | 59.575969, 13.295563 | 10218300920001 | Ladda upp en bild av detta fornminne      |
| Stora Kil 94:1  | Stensättning            |              | Stora Kil, Värmland |       | 59.533169, 13.413152 | 10218300940001 | Ladda upp en bild av detta fornminne      |
| Stora Kil 94:2  | Stensättning            |              | Stora Kil, Värmland |       | 59.533008, 13.413181 | 10218300940002 | Ladda upp en bild av detta fornminne      |
| Stora Kil 96:1  | Stensättning            |              | Stora Kil, Värmland |       | 59.539328, 13.418843 | 10218300960001 | Ladda upp en bild av detta fornminne      |
| Stora Kil 96:2  | Stensättning            |              | Stora Kil, Värmland |       | 59.539200, 13.418773 | 10218300960002 | Ladda upp en bild av detta fornminne      |
| Stora Kil 96:3  | Stensättning            |              | Stora Kil, Värmland |       | 59.539255, 13.418450 | 10218300960003 | Ladda upp en bild av detta fornminne      |
| Stora Kil 96:4  | Stensättning            |              | Stora Kil, Värmland |       | 59.539137, 13.418369 | 10218300960004 | Ladda upp en bild av detta fornminne      |
| Stora Kil 97:1  | Stensättning            |              | Stora Kil, Värmland |       | 59.492069, 13.376295 | 10218300970001 | Ladda upp en bild av detta fornminne      |
| Stora Kil 98:1  | Stensättning            |              | Stora Kil, Värmland |       | 59.493331, 13.377476 | 10218300980001 | Ladda upp en bild av detta fornminne      |
| Stora Kil 98:2  | Stensättning            |              | Stora Kil, Värmland |       | 59.493272, 13.377197 | 10218300980002 | Ladda upp en bild av detta fornminne      |
| Stora Kil 99:1  | Röse                    |              | Stora Kil, Värmland |       | 59.493905, 13.378406 | 10218300990001 | Ladda upp en bild av detta fornminne      |
| Stora Kil 102:1 | Röse                    |              | Stora Kil, Värmland |       | 59.538623, 13.422974 | 10218301020001 | Ladda upp en bild av detta fornminne      |
| Stora Kil 105:1 | Stensättning            |              | Stora Kil, Värmland |       | 59.542738, 13.406566 | 10218301050001 | Ladda upp en bild av detta fornminne      |
| Stora Kil 105:2 | Stensättning            |              | Stora Kil, Värmland |       | 59.542641, 13.406661 | 10218301050002 | Ladda upp en bild av detta fornminne      |
| Stora Kil 105:3 | Stensättning            |              | Stora Kil, Värmland |       | 59.542567, 13.406543 | 10218301050003 | Ladda upp en bild av detta fornminne      |
| Stora Kil 105:4 | Stensättning            |              | Stora Kil, Värmland |       | 59.542489, 13.406708 | 10218301050004 | Ladda upp en bild av detta fornminne      |
| Stora Kil 106:1 | Stensättning            |              | Stora Kil, Värmland |       | 59.552190, 13.412740 | 10218301060001 | Ladda upp en bild av detta fornminne      |
| Stora Kil 126:1 | Stensättning            |              | Stora Kil, Värmland |       | 59.611107, 13.331266 | 10218301260001 | Ladda upp en bild av detta fornminne      |
| Stora Kil 180:1 | Stensättning            |              | Stora Kil, Värmland |       | 59.648680, 13.238146 | 10218301800001 | Ladda upp en bild av detta fornminne      |